# Lesley-Ann Brandt

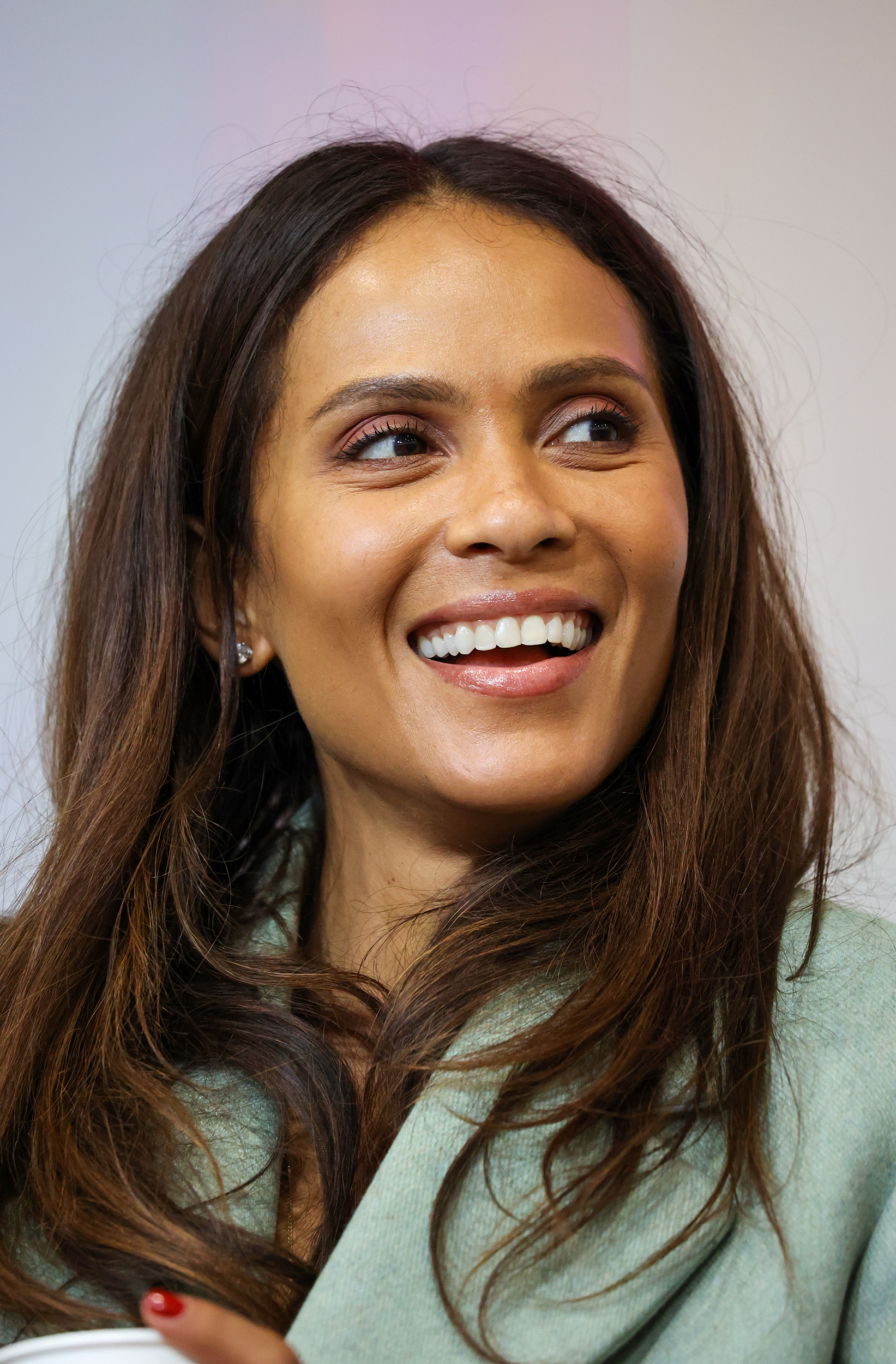
Lesley-Ann Brandt (2022)

Lesley-Ann Brandt (* 2. Dezember 1981 in Kapstadt) ist eine südafrikanische Schauspielerin.

## Leben
Brandt emigrierte 1999 mit ihren Eltern nach Neuseeland. 2007 erhielt sie eine erste kleine Fernsehrolle in der neuseeländischen Seifenoper Shortland Street. 2011 spielte sie eine der Hauptrollen in der dreizehnteiligen Sitcom Diplomatic Immunity. Anfang der 2010er Jahre gelang ihr der Sprung ins US-amerikanische Fernsehen. Neben einer Gastrolle in Legend of the Seeker – Das Schwert der Wahrheit erhielt sie die wiederkehrende Rolle der Naevia in der Fernsehserie Spartacus, die sie erneut in der Miniserie Spartacus: Gods of the Arena darstellte. 2014 war sie in fünf Episoden von The Quest – Die Serie zu sehen. Von 2016 bis 2021 spielte sie die Dämonin Mazikeen in der Serie Lucifer. 
Brandt ist seit 2015 mit dem Schauspieler Chris Payne Gilbert verheiratet. Im Juli 2017 wurde ihr Sohn geboren.

## Filmografie (Auswahl)

### Film
- 2010: The Hopes & Dreams of Gazza Snell
- 2011: InSight
- 2011: Zombie Apocalypse (Fernsehfilm)
- 2012: A Beautiful Soul
- 2013: Drift – Besiege die Welle (Drift)
- 2013: Duke
- 2015: Painkillers
- 2018: Heartlock
- 2021: Horror Noire

### Fernsehen
- 2009: Diplomatic Immunity (Fernsehserie, 13 Folgen)
- 2010: Legend of the Seeker – Das Schwert der Wahrheit (Legend of the Seeker) (Fernsehserie, Folge 2x22)
- 2010: Spartacus (Spartacus: Blood and Sand) (Fernsehserie, 11 Folgen)
- 2010: This Is Not My Life (Fernsehserie, 2 Folgen)
- 2011: Memphis Beat (Fernsehserie, Folge 2x05)
- 2011: CSI: NY (Fernsehserie, 2 Folgen)
- 2011: Spartacus: Gods of the Arena (Fernsehserie, 6 Folgen)
- 2011: Chuck (Fernsehserie, Folge 4x14)
- 2014: Killer Women (Fernsehserie, Folge 1x05)
- 2014: Single Ladies (Fernsehserie, 11 Folgen)
- 2014: Gotham (Fernsehserie, Folge 1x10)
- 2014: Being Mary Jane (Fernsehserie, Folge 1x02)
- 2014–2015: The Quest – Die Serie (The Librarians) (Fernsehserie, 5 Folgen)
- 2016: Kat Fight! (Fernsehfilm)
- 2016–2021: Lucifer (Fernsehserie, 87 Folgen)
- 2024: The Walking Dead: The Ones Who Live (Fernsehserie, 3 Folgen)